# اوسولوتن
اوسولوتن (به اسپانیایی: Usulután) یک منطقهٔ مسکونی در السالوادور است که در Usulután Department واقع شده‌است. اوسولوتن ۱۳۹٫۷۵ کیلومتر مربع مساحت و ۷۳٬۰۶۴ نفر جمعیت دارد و ۹۰ متر بالاتر از سطح دریا واقع شده‌است.